# Боран-Эли (имение)
Боран-Эли (также Баран-Эли) — имение Айвазовского в восточном Крыму, на территории нынешнего села Приветное Кировского района Крыма, последним владельцем которого был внук мариниста, живописец и художник по керамике, Михаил Пелопидович Латри.

## Имение
Известно, что родители Айвазовского (отец — купец третьей гильдии, разорившийся во время эпидемии чумы 1812 года) недвижимого имущества не имели. Иван Константинович, получивший широкую известность уже в 1830-х годах и став академиком живописи в 1839 году, начал зарабатывать хорошие деньги и вскоре стал покупать земли в окрестностях Феодосии и на Южном берегу Крыма.

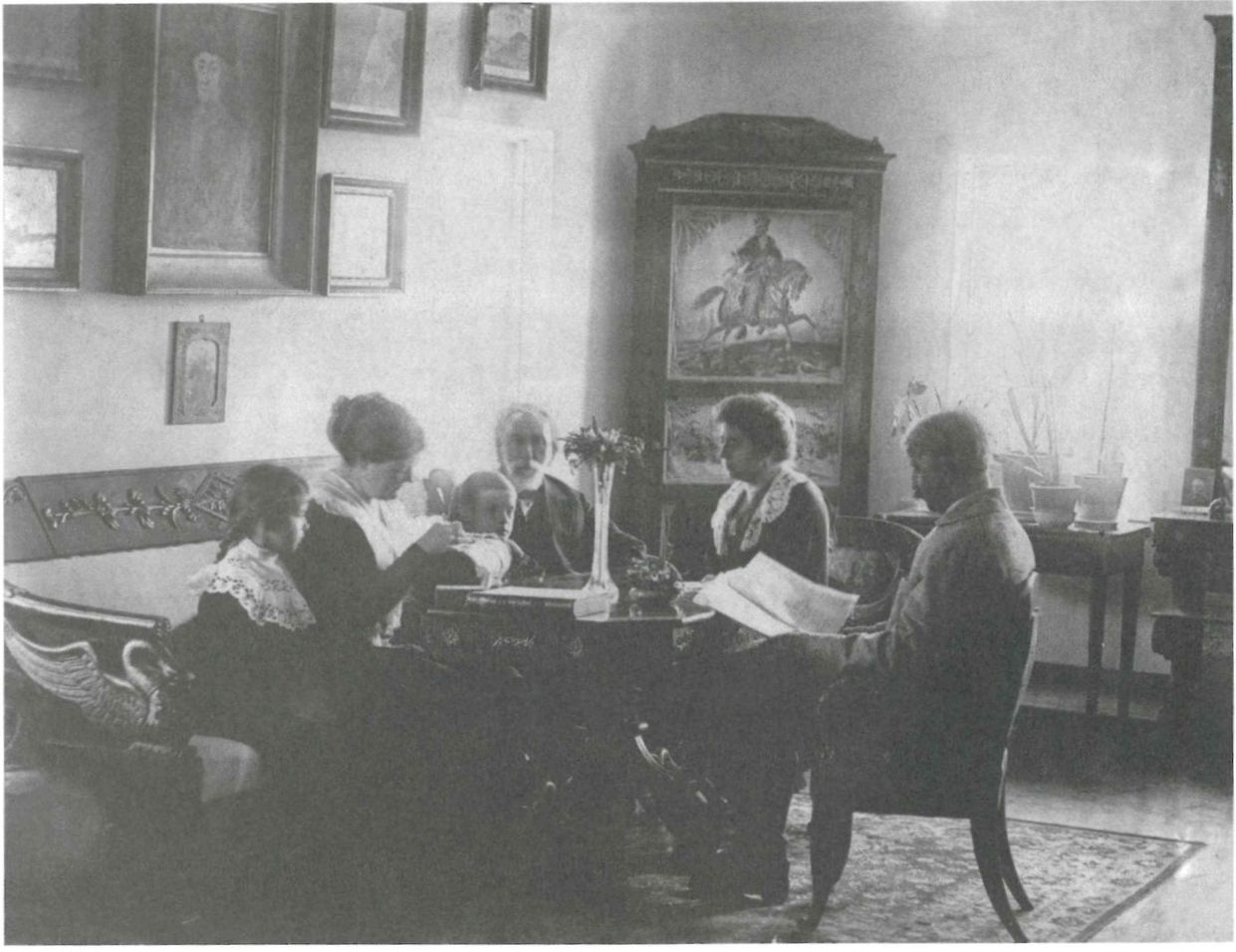
В гостиной имения Боран-Эли. Слева направо: Ольга Микеладзе, Ариадна Арендт-Латри (ребёнок на руках), С. А. Раевский, Михаил Латри. Около 1910 года.

Время приобретения Айвазовским собственно имения Боран-Эли точно не установлено. Из архивных документов следует, что ко времени получения в 1864 году потомственного дворянства художник уже владел 2500 десятинами земли в имении Шейх-Мамай. Вообще, Айвазовский был крупнейшим землевладельцем в Восточном Крыму — по некоторым данным ему принадлежало до 12 тысяч десятин угодий. Ещё при жизни Айвазовский распределил имения между детьми: Боран-Эли, «окружённое садом с каштанами и могучими тополями» предназначалось старшей дочери Елене (11 июня 1849 — 2 июля 1918 года). Именовалось ли так это урочище, или название с исчезнувшей к тому времени деревни Баран-Эли, располагавшейся в 2 километрах юго-западнее имения, при речке Субаше, неизвестно. Также неизвестно время дарения поместья дочери и время постройки усадьбы — считается, что почти все здания строились Айвазовским.
Боран-Эли было самым маленьким имением Айвазовского — аграрная усадьба, где выращивали зерновые и фрукты. Поместье «утопало в зелени», была построена беседка в мавританском стиле, выкопан каскад озёр, в которых плавали лебеди. Елена Ивановна с семьёй в Боран-Эли постоянно не жила — здесь проводили лето и часть осени. В начале XX века Елена Ивановна подарила имение сыну, талантливому живописцу Михаилу Латри, который поселился в нём в 1905 году. Имение скоро стало местом встреч творческой интеллигенции: здесь бывали Константин Богаевский, Максимилиан Волошин, Алексей Толстой, Аристарх Лентулов, Вениамин Белкин, Серебряного века, сёстры Аделаида и Евгения Герцык. Михаил Латри нашёл в окрестностях Старого Крыма месторождение высококачественной глины, после чего увлёкся керамикой и построил в усадьбе две мастерских: для живописи и для художественной лепки — до революции Латри был единственным профессиональным керамистом в Крыму.

## После революции
В 1920 году Михаил Латри с женой Ариадной Николаевной Арендт эмигрирует сначала Афины, затем в Париж. После окончательного установления советской власти в Крыму 17 ноября 1920 года, имение было национализировано и на его базе организовали совхоз Баран-Эли, со временем превратившийся в село.
 Усадьба Латри оказалась единственным из имений Айвазовского, сохранившихся до наших дней, в том числе главный усадебный дом. Он представляет собой одноэтажное прямоугольное здание на высоком цоколе, с задней стороны которого ещё заметны остатки парадного крыльца. На торце расположена каменная, пристройка с колодцем с прозрачной водой — один из многочисленных «родников Айвазовского». Снаружи и внутри здание в плохом состоянии, администрация сельского поселения предпринимает усилия по реставрации памятника.